# 県立愛知看護専門学校
県立愛知看護専門学校（けんりつあいちかんごせんもんがっこう）とは、愛知県岡崎市にあった愛知県が運営する公立専修学校である。

## 概要
愛知県立の看護専門学校の一つであり、愛知県名古屋市昭和区にある愛知県立総合看護専門学校とは教職員の異動など一定の関係をもっていた。
略称は愛看専。
受験者数の減少と施設老朽化のため2021年（令和3年）度入学生を最後に募集停止となり2024年（令和6年）3月に閉校となった。

## 教育理念
『本校は、生命を尊重し、人とのかかわりを大切にできる看護実践者を育てます。』

## 教育目的
看護に関する専門の知識及び技能を修得させ、もって社会的に有為な看護師を育成することを目的とする。

## 教育目標
看護の対象である人間を身体的、精神的、社会的に統合された存在として幅広く理解する能力を養う。
あらゆる健康状態にある対象に、科学的根拠に基づいた看護実践ができる能力を養う。
保健医療福祉チームの一員として恊働し、看護の役割を果たす能力を養う。
多様な価値観を受容し、専門職としての倫理的態度を養う。
社会の変化に対応できるよう、主体的に学び続ける能力を養う。

## 略歴
- 1972年（昭和47年）5月1日 - 県立愛知病院内に県立愛知高等看護学院（仮称）の建設準備室設置。
- 1973年（昭和48年）4月1日 - 県立愛知高等看護学院学則公布　開学、同月8日1回生　入学式挙行。
- 1977年（昭和52年）4月1日 - 県立愛知看護専門学校の名称変更及び学則の一部改正。
- 1979年（昭和54年）4月7日 - 第2看護科1回生　入学式挙行。
- 1985年（昭和60年）3月20日 - 体育館竣工。
- 1992年（平成4年）3月31日 - 寄宿舎制度廃止により寄宿舎を閉鎖。
- 1995年（平成7年）2月27日 - 学則の一部改正（専門士の称号付与）。
- 2004年（平成16年）4月1日 - 第二看護科募集停止。
- 2007年（平成19年）4月1日 - 第二看護科閉科。
- 2015年（平成27年）4月1日 - 2027年（令和9年）度よりナースキャップ廃止、戴帽式から継灯式に式典の名称変更。
- 2021年（令和3年）4月 - 2021年（令和3年）度入学生を最後に募集停止[1]。
- 2024年（令和6年）3月 - 専門学校を廃止[1]。

## 年間行事
- 4月- 入学式　スポーツ大会
- 5月- 看護を考える会
- 8月- オープンキャンパス
- 9月- 消防防災訓練
- 10月- 継灯式
- 11月- 学校祭
- 3月- 卒業式

## 構成学科
- 第一看護科 （全日制3年課程）

## 取得できる資格・免許状
- 看護師国家試験受験資格
- 専門士（医療専門課程）の称号
- 保健師学校・助産師学校受験資格
- 4年制大学編入学受験資格

## 所在地
- 〒444-0011：愛知県岡崎市欠町字栗宿18番地

## 交通機関
- 名鉄名古屋本線 東岡崎駅北口2番のりばより名鉄バスに乗車、約15分、「愛知病院」バス停または「愛知病院前」バス停下車。
- 名鉄名古屋本線 美合駅から名鉄バス洞町経由東岡崎行に乗車、約10分、「愛知病院」バス停または「愛知病院前」バス停下車。
- JR東海道本線 岡崎駅から名鉄バス美合経由東岡崎行乗車、約40分、「愛知病院」バス停または「愛知病院前」バス停下車。
- 東名高速道路 岡崎インターチェンジ：岡崎バスストップから徒歩で約10分。